# Другая фигурация

Работа «Adán y Eva Nº. 2» Эрнесто Дейра, 1963 год

Другая фигурация (исп. Otra Figuración) — художественное течение, зародившееся в начале 1960-х годов а Аргентине. Являлось южноамериканским ответвлением распространившегося в Европе неофигуративного искусства.
Представители направления выступали за возвращение к фигуративному искусству в противовес популярным абстрактным и геометрическим стилям и работали в выразительном стиле с использованием смелых цветов и иногда смешанной техники. Художники течения целенаправленно не объединялись в группу, заявив, что любое общее утверждение уменьшит свободу формы, которую они ищут, и каждый из них имеет свои художественные мотивы и исследует эту свободу выражения по-своему.

## История
В августе 1961 года аргентинские художники Ромуло Максио, Луис Фелип Ноэ, Эрнесто Дейра, Хорхе де ла Вега, Каролина Мучник и Самир Макариус (последние двое вскоре отошли от движения) организовали и провели выставку «Другая фигурация» в Галерее Пеузера в Буэнос-Айресе, в аннотации к выставке они заявили — «Мы группа художников, которые в нашей выразительной свободе чувствуют необходимость включить свободу изображаемой фигуры». Позже вокруг них сформировалась группа художников которая и стала у истоков неофигуративного искусства Аргентины.
Другая фигурация развивалась в период после Второй мировой войны, именно в это в Буэнос-Айресе произошёл взрыв живописи, прежде всего вокруг частного Instituo Torcuato Di Tella, организованного аргентинским миллионером и филантропом Торкуато ди Телла. Атмосфера, созданная вокруг института, способствовала инновациям и художественным экспериментам.
Художники другой фигурации, как следует из их названия искали новый способ создания фигуративного искусства, а также представления и выражения человечности, их поиски стали реакцией на доминирование абстрактного искусства в 1940-х годах. В некотором смысле художники течения преодолели дихотомию абстрактной конфигурации, представляя человеческие фигуры, которые, всё же просматриваются на их полотнах. Хотя они стремились к величайшей индивидуальной художественной свободе, отвергая термин «группа», в их работе, тем не менее, есть некоторые общие эстетические качества: важность техники, таких как наличие сильных и быстрых мазков, и формата, который преобразуется в тип коллажа путём включения дополнительных элементов в художественную работу.
Признание в художественных кругах направлении получило в 1963 году после успеха коллективной выставки прошедшей в Национальном музей изящных искусств Буэнос-Айреса. Со временем влияния на художников течения американского абстрактного экспрессионизма⁣, как и европейского и аргентинского неформализма были неизбежными, поиски художников были сосредоточены на объективизации образа, отражающего её собственную среду, а именно Буэнос-Айрес и Аргентину своего времени.
В Аргентине, не было ни художника, такого как Марсель Дюшан, ни такого движения, как дадаизм, который вызвал бы внутреннюю революцию в понимании искусства, включающую в себя соответствующее понятие анти-искусства. Развитие живописи происходило по цепочке, и неофигуратив последовательно и глубоко ставил под сомнение институт живописи. Цель группы состояла в том, чтобы искать новый образ человека (человека, как они говорили в то время) с контекстом.